# 亚里士多德生物学

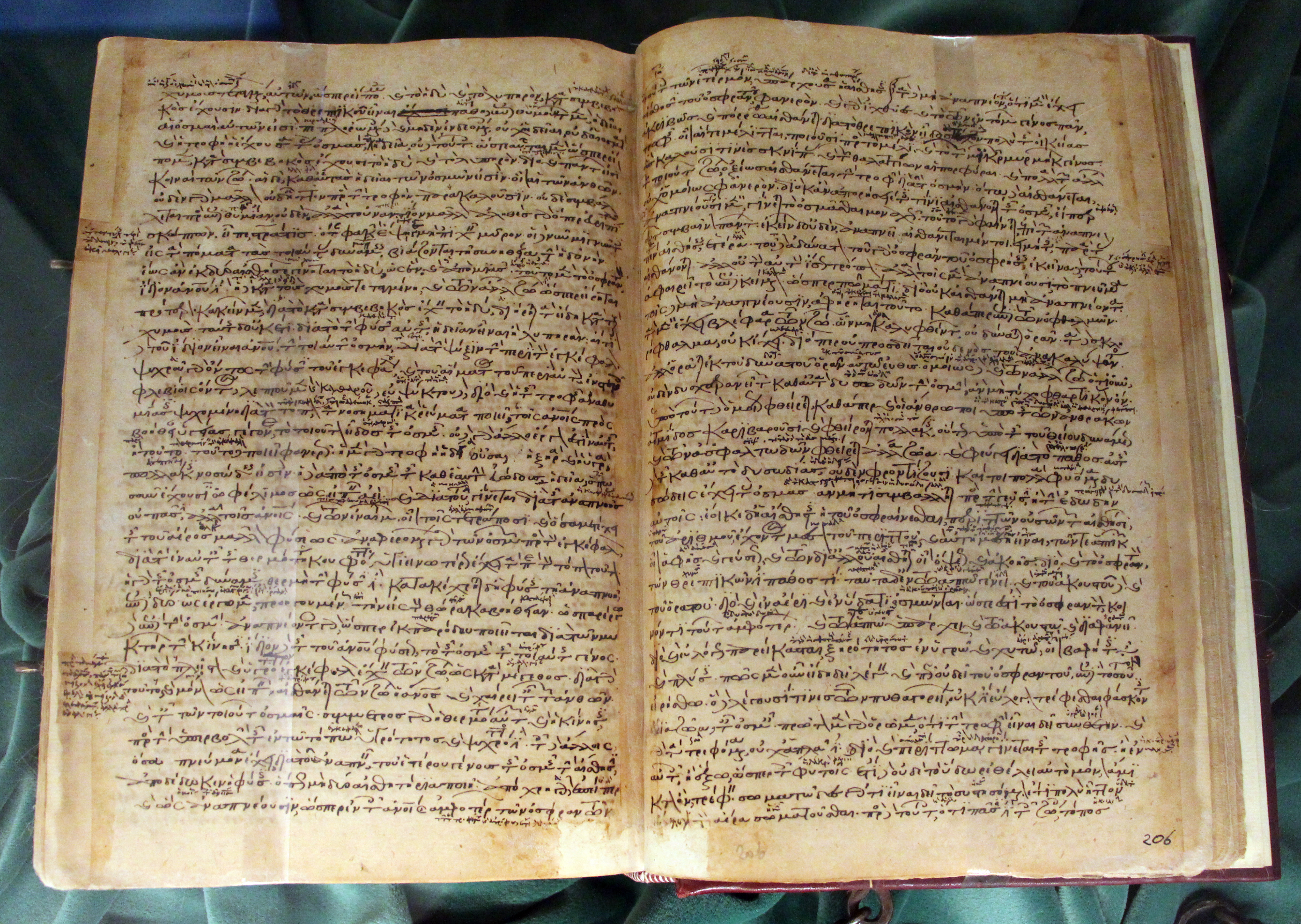
图为12世纪的《动物志》手抄本，是亚里士多德的生物学着作之一。

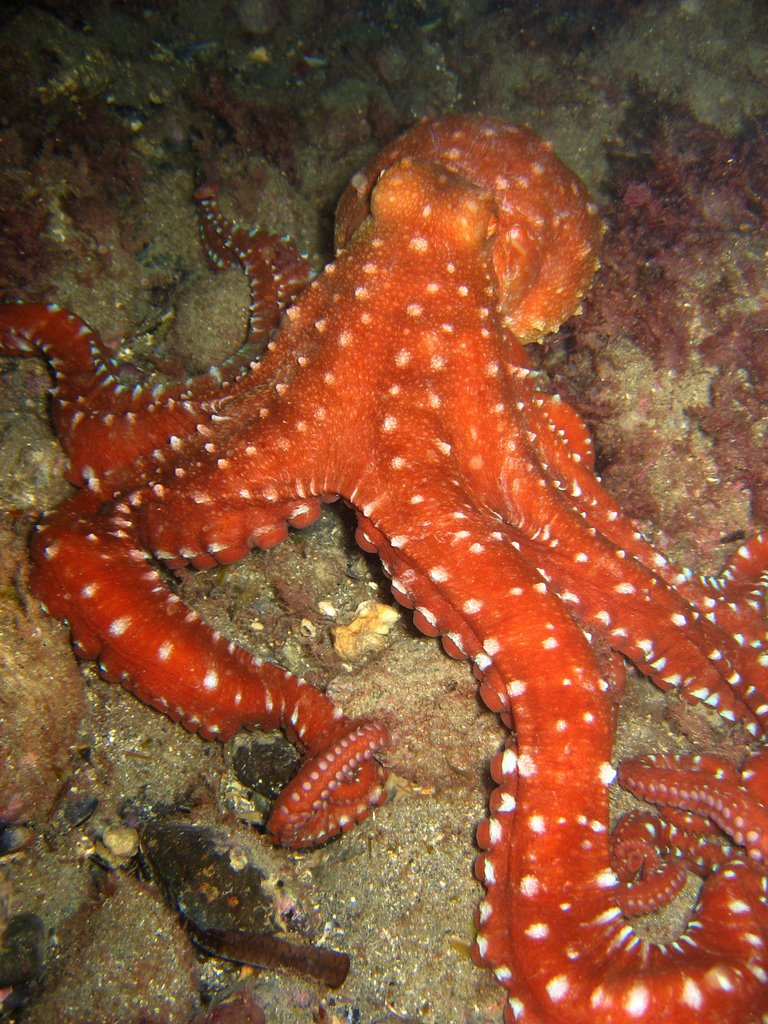
亚里士多德从海洋生物上观察到了许多现象，其中之一是章鱼受到惊扰时会威吓展示。

亚里士多德生物学（Aristotle's biology）是生物学理论的一种，以系统地观察和收集数据为基础，主要研究范畴为动物学，在亚里士多德与生物学相关的科学著作中占有很大比重。亚里士多德在莱斯沃斯岛逗留期间作了许多观察和记录，对皮尔哈泻湖（现为卡洛尼湾）海洋生物的描述尤为详细。亚里士多德的理论基础为形质说（衍生自柏拉图的理型论，但与其有明显的区别）
该理论描述了五个主要的生命活动，即新陈代谢、体温调节、信息处理、胚胎形成和遗传。每种生命活动的研究都已相当完整，足以使现代生物学家在此基础上建立相关的数学模型。亚里士多德的调查方法类似于现代生物学家在研究一个新的领域时所用的方法，即系统地收集数据、发现自然规律及其运行模式，以及根据既有发现得到相关结论和推论。亚里士多德没有进行现代意义上的实验，但是有对动物进行解剖并观察。他命名了大约500种鸟类、哺乳动物和鱼类：区分了几十种昆虫和其他无脊椎动物；描述了超过一百种动物的身体构造，并解剖了其中大约35种。
亚里士多德是科学史上首个在其著作中系统描述生物学的人，其生物学理论分散在诸多著作之中，占了其遗留下来的著作总量的四分之一。他在生物学上的代表性著作有《动物志》（英文：History of Animals）、《动物的繁衍》(英文：Generation of Animals)、《动物的行为模式》(英文：Movement of Animals)、《动物的进化》(英文：Progression of Animals)、《动物的组成》(英文：Parts of Animals)、《灵魂论》（英文：On the soul）以及大量遗失在历史发展历程中的解剖图纸。
除了他的学生泰奥弗拉斯托斯（Theophrastus）撰写了与之著作相媲美的《植物史》以外，古希腊没有再进行过类似的研究，而后，希腊化时代的埃及医学借鉴了亚里士多德对人体的相关研究。亚里士多德的生物学理论在中世纪的伊斯兰教世界很有影响力。人们将其著作的阿拉伯文版本和评论翻译成了拉丁文，带到了西欧。然而，在其与生物学相关的著作中，只有《灵魂论》被欧洲的大学接受并广泛传播。由于亚里士多德的理论与中世纪经院哲学联系紧密，他的著作里也存在部分错误，导致近世的科学家们（如伽利略和威廉·哈维）拒绝接受亚里士多德的主张。科学界对他理论上的错误和关于其理论的二手资料的批评持续了数个世纪，但动物学家们对他学说的接受度较高，他在海洋生物学中的一些被长期嘲笑的观察结果在现代也被证明是正确的。

## 与前文相关

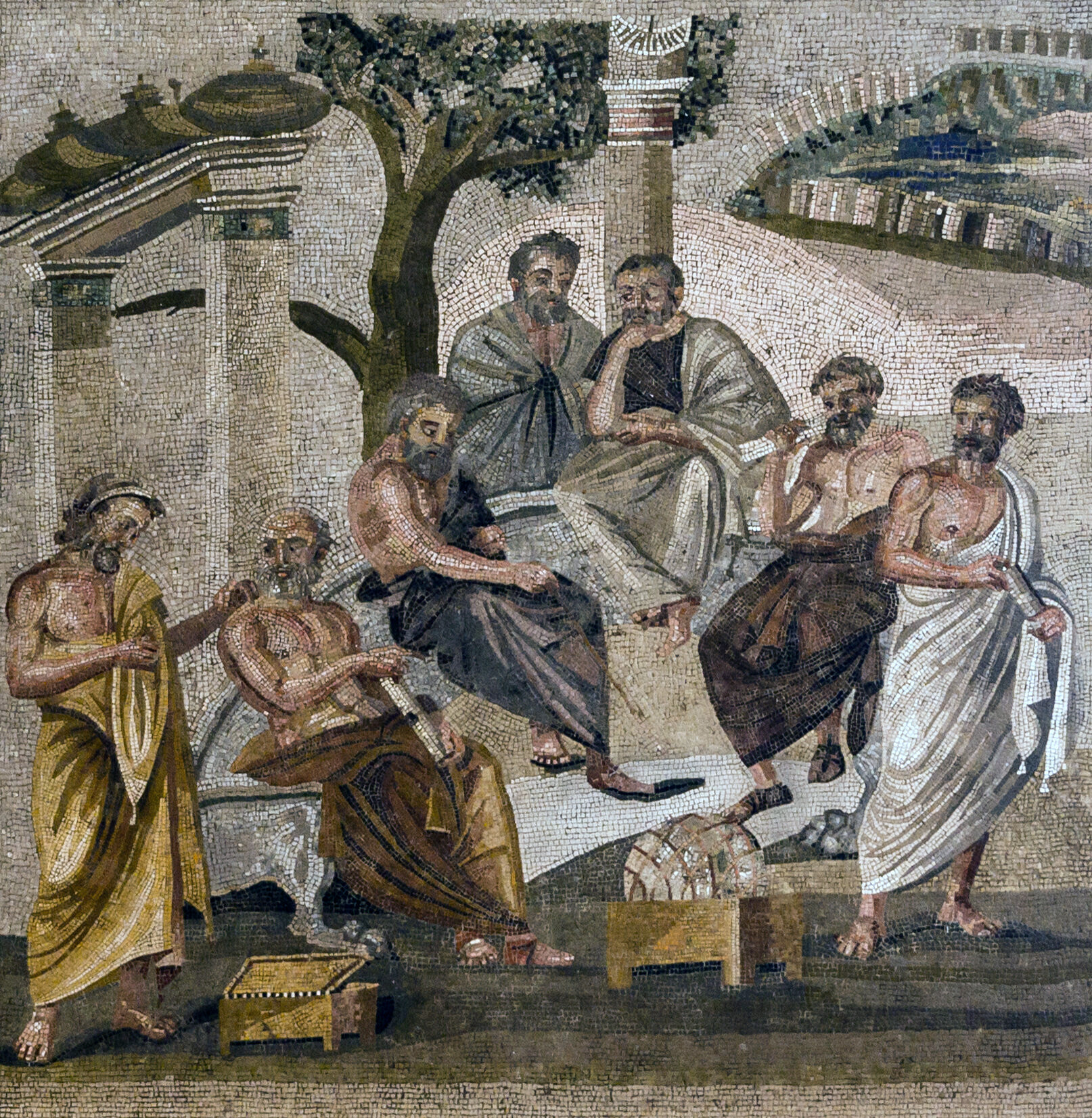
亚里士多德曾在雅典的柏拉图学院学习，研究和执教，总计约20年。

### 相关背景
亚里士多德（前384-前322年）曾在雅典的柏拉图学院就读，并在那里逗留了大约20年。和柏拉图相似，他在自己的哲学研究中追寻着普遍性， 但与柏拉图不同的是，他的观点建立在详尽且系统的观察之上。他曾用将近两年时间来研究莱斯沃斯岛的自然历史以及周围海域（尤其是岛上中心的皮尔哈泻湖）的海洋生物，这些研究使他成为了最早有著作流传于世的科学家。直到十六世纪，再没有动物学家进行过类似的研究，因此，亚里士多德本人及其著作在之后的两千多年里依然保持着极大的影响力。尔后，亚里士多德返回雅典，创办了他自己的学校——吕刻昂，在那里手执教鞭，安度晚年。在其流传的著作里，与动物学有关的著作占了大约四分之一。后来，他的学生泰奥弗拉斯托斯撰写了一部风格类似的植物学著作——《植物史》（英文：Enquiry into Plants）。

### 形质说
亚里士多德的生物学理论构建于形质说的基础上。形质说源自于柏拉图的理型论，但与它大相径庭。柏拉图的理型是永恒而又固定的，是「上帝心中的蓝图」。在柏拉图看来，世界上的一切真实的事物不过只是这些完美理型的仿制品。亚里士多德继承了柏拉图的想法，并将其发展为一套具有三个生物学核心观念的理论。他用一个相同的希腊单词εἶδος(eidos)来描述所有动物身上可见的第一特征，他也用另一个词γένος(génos)来划分一个种类。例如，在他的描述中，拥有鸟喙、翅膀、卵具有坚硬外壳以及血液温度较高的动物统称为鸟类。
亚里士多德进一步指出，在鸟类这一个大类下，还能细分出很多小的分支，如鹤、鹰、乌鸦、鸨、麻雀等均属于鸟类，与此相同，鱼类也具有许多的分支。但有时某些类群无法再细分，比如说人类：人类个体之间普遍存在差异，但都具备人的基本特征。
最后，亚里士多德发现，子代（他所观察到的动物）普遍不是凭空出现的，而是由亲代提供种子（seed），种子结合并发育为新的生命。这些种子蕴藏了形式（form），指导子代发育成长，这在今天被称作遗传信息（information）。亚里士多德曾明确指出，他曾经制作大量的木雕，希望能从另一个角度来研究这些过程。受古希腊四元素学说的影响，亚里士多德强调，人和动物的躯体是由土、火等元素构成的，这些元素有序的组合，创造了生命、意识、还有型质。

## 系统

### 将灵魂视作生命系统的终极存在形式
进化生物学家阿曼达·列洛伊（Armand Leroi）分析指出亚里士多德生物学所定义的动物包含五个彼此相联系的特征。
⒈生命进程中存在新陈代谢，动物在其发育过程中从外界（主要是植物）吸取营养、并将这些营养成分用于生长，生存和繁衍。
⒉动物能够通过内环境稳态维持其体温（然而就今天的观点来看，能维持其体温的动物主要是恒温动物，冷血动物通常只能将其体温保持在临界点以上或以下），然而这种能力会在老年时逐渐退化。
⒊动物通过感官感受外界信息，经过大脑处理以后能对外界刺激做出反应。在这一事实的基础上，亚里士多德认为感官和思想分别属于不同的体系，这与除阿尔克米翁（Alcmaeon）以外的古希腊哲学家的观点不同。
⒋代际之间存在遗传效应。
⒌动物通过产生胚胎并孕育（仅限哺乳动物，其余大多为卵生）繁衍种群。
这五个基本特征的集合被亚里士多德称作“灵魂”。“灵魂”没有一个准确的定义，但被亚里士多德称作“灵魂”的系统却切切实实由这些物理存在的事物组成。在亚里士多德的论述中，“灵魂”随着生物的死亡而消散，因此这被认为是纯粹的生物学研究。不同的生物体内寄宿着不同的“灵魂”。植物拥有枯寂的“灵魂”，仅仅负责生长和生产。动物不仅拥有植物的“灵魂”，也具有感性的动物“灵魂”，动物“灵魂”既可以支持动物生长发育，可以驱动其身躯运动，也可以帮助它去感受周遭，感受喜怒哀乐；而人类的“灵魂”是最特殊的，人类的灵魂使人得以像植物那样支持自身发展，像动物那样运动和感受，同时给予了人理性思考的能力，人能够思考现状，反省过往，并对未来做出抉择。

### 生命进程

#### 新陈代谢
亚里士多德通过描述新陈代谢的过程来解释生物是如何利用从外界吸收的营养物质来构建自己的身体以及维持生命活动。在其著作《动物的身体组成》（英文：Parts of Animals）中，四足动物的代谢方式可以用一个开放的模型来描述，该模型强调动物通过血液的流通将养料，氧气和热量送往全身各处。
亚里士多德提出的新陈代谢系统的工作原理如下。生物摄入的养料和食物（动物和微生物），通过一系列反应，最终溶解在血液等体液中。废物和胆汁等以粪便的形式排出体外。这些食物中所蕴含的火元素被释放出来，用以维持体温。大部分血液参与肉的组成。其余的血液部分参与组成其他的基础组织，比如说骨头、牙齿、结缔组织和肌肉，部分合成脂肪，既有像猪油一样的硬脂肪，也有像植物油那样的软脂肪。而全身上下都有一部分脂肪最终会被用于制造精液。
在亚里士多德看来，生物体内的各种组织都是完全均匀的，组织内部没有任何结构。例如，动物的软骨组织自生来便是定型，不发生改变。这与德谟克利特（Democritus）的观点相悖，德谟克里特认为，生物组织可以细分到“原子”（“原子”非今意）层面。这些均匀的组织可以按照亚里士多德提出模式进行分布，例如，从最寒冷最干燥的地方，比如头发，到最温暖最湿润的地方，比如说乳汁。
在新陈代谢的各个阶段，产生的废物都会通过粪便、尿液和胆汁的形式排出体外。

#### 体温调节
亚里士多德通过描述体温调节的过程来解释动物（尤其是恒温动物）如何维持恒定的体温以及保持呼吸所必要的胸部起伏（即肺部的扩张和收缩）。他在自己的著作《年轻与衰老——生与死》（英文名：Youth and Old Age, Life and Death）详细描述了动物体温调节和呼吸的过程。体温调节过程被描述为一个负反馈调节（即维持稳态，防止生物体内环境发生巨变），亚里士多德在此基础上还提出了一些猜想，如动物体温的理想值，用以判断动物体温是否正常，以此对动物病情进行诊断。
亚里士多德所描述的体温调节系统的工作原理如下：动物体内的热量在不断地流失。摄入的食物通过血液循环流至心脏，并在一系列反应后转变为血液，进而在新陈代谢中释放出让血液变得滚烫的火元素。这使得心脏周围的温度提高，肺叶扩张，进而增加气管的通气量，从外界吸入空气。而外界的冷空气却使得心脏附近的温度降低，肺叶收缩，而血液的温度渐趋正常。
该机制只在空气温度比大气温度参考值低的时候才起作用。如果气温高于参考值，这个机制便会转变为正反馈调节，生物体内的生命之火便会熄灭，死亡接踵而至。亚里士多德所描述的体温调节机制能够抑制生物体温的不正常波动，然而，他预计他所定义的这个系统在额外条件限定或者是非线性反应的情况下会与实际情况有偏差，一些偶然因素也可以导致肺叶振动（呼吸）。

#### 信息处理
亚里士多德提出的信息处理模型曾被称作“集中式传入和运动传出模型”,他企图通过此模型来解释自然变化对动物行为模式的影响。
亚理士多德所描述的信息处理系统的工作原理如下：他认为动物的信息处理中枢是心（心脏）而不是大脑。生物的感觉器官在探知到一个物体时会高度兴奋，这使得动物的感官对外界环境的认知发生变化，而这反过来使心脏周围的温度发生变化，同时，心脏处产生的热量使其有能力将血液传至全身，进而引起动物身体的运动。亚里士多德认为心脏周围热量的变化会引起关节发生一致性的变化，这有利于动物的运动。
因此这里存在一个分级调节，从最初的感觉器官开始，将信息传递至信息处理器官，进而将引起生物体变化的信息传递至全身，使动物运动。这类似于现代科学界对于动物信息处理的理解，例如在感觉-运动耦合中。

#### 遗传
亚里士多德的遗传模型试图去解释亲代的特征如何在子代身上表现以及环境对生物性状的影响。
他的遗传模型的工作原理如下：父亲分泌的精子和母亲分泌的卵细胞中含有指导子代生长发育的信息（当时并没有细胞概念，亚里士多德本人阐述为“雄性物质”和“雌性物质”，为方便阅览，此处将其译为精子和卵细胞，下文同）。比如说子代有可能继承亲代的某些面部特征。该模型是不对称的，特别强调了父系遗传对子代性状和行为模式的影响。然而子代性状是父系和母系两方的遗传物质共同指导，在有性生殖中母亲因为细胞质遗传的原因，子代所携带的母系遗传物质甚至多于父系。
亚里士多德认为在人类性交过程中，男性分泌的精液和女性分泌的卵细胞数量必须达到某种比例。他认为，如果精液的数量过少，那么卵细胞不能获得足够的使之激活的能量，这样生下来的孩子就会是男孩，反之就是女孩。在此基础上，他认为遗传是独立的，如只能是一种性状到一种性状，和后世的遗传学之父——孟德尔说法类似，而不像希波克拉底那样认为遗传是连续且混合的。
亚里士多德认为孩子的性别可能受温度因素的影响，比如说天气，风向，饮食还有父亲的年龄。他认为如果父亲的精液具有足够的活力，那么这对夫妻就会收获一个同样活泼而强壮的儿子，相反，就会收获一个和母亲一般的女儿。

#### 胚胎形成
亚里士多德提出的胚胎模型试图去解释亲代的遗传物质如何作用于子代以及胚胎的发育过程。
胚胎模型的工作原理如下：首先，父亲分泌的精液凝固了母亲分泌的体液，最终形成胚胎，据亚里士多德描述，就像用凝乳酶（取自牛的胃）来制作乳酪那样。胚胎随即在精液中通过“肺气肿”（字面含义，指呼吸和精神）的方式来发育。而“肺气肿”使胚胎实现了首次心跳，进而运送血液滋养器官，这对其他器官的发育来说也至关重要。他认为心脏是胚胎中第一个发育的器官，尔后其他器官开始发育。

## 研究方法
亚里士多德的研究方式被后世的哲学家如弗朗西斯·培根（英文： Francis Bacon）批评为不科学的，他们提出了至少两点理由：1、他的研究风格并不严谨；2、他对事物的解释多有偏差。他的解释存在诸多前后矛盾之处。然而，凡事不能一概而论，这些批评必须考虑到亚里士多德本人所处的时代和当时的科学发展水平。由于缺少现代的数据呈现方法，他收集的很多数据都无法体现其应有的作用。例如整个《动物志》第六章都建构在他对鸟类的观察笔记中，而现在这些数据则是记录在《自然》的一个表格里，还有众多的网上数据收集平台中。

### 科学风格
亚里士多德并没有做过现代意义上的研究，他的研究方式较如今格局较小且比较极端。例如，为完成《动物的繁衍》(英文：Generation of Animals)一书中关于胚胎发育的部分，他直接找到发育中期具有器官雏形但尚未成熟的鸡蛋，将其剖开，借此来观察胚胎的心跳。
然而他的研究风格与现代是很相似的：他系统地收集数据，以此来推断出整个动物群体中共同的行为模式，并仔细分析其中潜在的因果关系。这种研究方法在如今的生物学研究中依然被沿用，尤其是那些需要大量收集数据的新领域中，如基因学。他的研究中有很少是通过实验确切得出的结果，但提出了大量可以被验证的假说，并构建了大量模型，对目前所知晓的事实进行叙述性解释。从这个角度来说，亚里士多德的研究方法是科学的。

### 研究生命机制和类比
亚里士多德对诸多事物前后矛盾的解释被认为是“在根本上不科学的”。法国剧作家莫里哀在1673年的剧本《虚构的残疾人》中描绘了一个以亚里士多德为原型的庸医阿甘（英文：Argan），此人在剧中平淡无奇地解释说：“鸦片正是因为睡眠的原理所以会让人睡眠。”然而阿甘的话语是空洞的，站不住脚的。然而亚里士多德则是真正提出了生命的运作机制，尤其是他对生命形式界定的五个特征，至今未被推翻。他甚至将他所观察的生物特征类比到非生物上，在一定程度上对自然哲学的发展做出了积极影响，如风箱的拉动，玩具车的运动，水通过多孔，木偶运动等等。

### 处理复杂的因果关系
亚里士多德曾提出“四个要素”来解释物体的形成与变化，然而，因为其在描述时所用语言过于含糊，导致后世对其理论的解释亦是纷杂不堪，难有定论。然而，对于生物学来说，这些已经够用了。物质（material）上的要素（cause），仅仅关乎生命系统由什么构成。而最终（final）要素和形式（formal）要素，仅仅关于生物结构有什么功用：在现代，这种目的论，被描述生物在自然压力下做出的适应性变化（自然选择而非获得性遗传）。而能效（efficient）要素，则只讨论系统的发展和变化：而在现代，这部分属于生物发育学和物理学的范畴。现在，生物学家们通常也用这些要素来解释自然现象。

### 实证研究
亚里士多德是第一个系统研究生物学的人。他花了两年时间在莱斯博斯岛上获取和分析当地及其周围海域的动物族群的有关讯息，尤其是在皮尔哈泻湖和莱斯博斯岛中心区域。他收集的数据来源众多，有的来自他自己的观察，有的来自专业人士比如养蜂人或是渔夫，这两者占了数据的绝大部分。他也从来自海外的旅行者那里获得大量讯息，只是很多显得不那么牢靠。
他对鲶鱼、电鱼（鳐鱼）琵琶鱼，以及章鱼、墨鱼和鹦鹉螺等头足类动物的观察十分详尽。他在自己的著作中提到，渔民认为章鱼的触手可用于有性生殖。但亚里士多德却持有不同意见，他承认触手会在繁殖过程中发挥作用，但这只是“有助于表达伴侣之间的依恋”，而坚决反对其具备生殖功能的说法，因为“它在通路以外，事实上，在身体之外”。而到了19世纪，生物学家们证明了渔夫的说法是正确的。他将海洋哺乳动物（海豚、鲸等）与鱼类区分开来，并将鲨鱼和鳐鱼分类到他所称作塞拉奇（Selachē）的组别中来。塞拉奇（Selachē）所涵盖的范围大约为现代生物学分类中的软骨鱼类。
除此之外，他还准确描述了反刍动物的四腔胃，以及角鲨（dogfish）胚胎的发育过程。他对大约35种动物体征的描述十分详细，这让现代生物学家们坚信他曾做过大量的解剖工作，甚至是活体解剖。他在著作中提到过大约110种动物的内部解剖构造。

### 分类
亚里士多德在其著作《动物志》和《动物的组成》中记录和辨析了大约500种鸟，哺乳动物和鱼类。他创建的分类系统在分类学上具备开创性意义，对分类学后世两千余年的发展影响深远。亚里士多德将体内拥有与人类似的血液的动物称作因咍玛（Enhaima）,这在现代生物学中被称作脊椎动物。与之相反的为安咍玛（Anhaima），如今被称作无脊椎动物。
| 族群                   | 示例 (由亚里士多德给出) | 是否具备血液 | 腿的数目 | 灵魂 (理性的（Rational）, 感性的(Sensitive), 枯寂的(Vegetative)) | 品质 (热的（Hot）–冷的（Cold）, 湿的（Wet）–干的（Dry）) |
| ---------------------- | ----------------------- | ------------ | -------- | ---------------------------------------------------------------- | -------------------------------------------------------- |
| 人类                   | 人类                    | 具备血液     | 2条腿    | 理性的、感性的、枯寂的                                           | 热, 湿                                                   |
| 哺乳动物               | 猫、兔子                | 具备血液     | 4条腿    | 感性的、枯寂的                                                   | 热, 湿                                                   |
| 鲸类                   | 海豚、蓝鲸              | 具备血液     | 没有腿   | 感性的、枯寂的                                                   | 热, 湿                                                   |
| 鸟类                   | 食蜂鸟、欧夜鹰          | 具备血液     | 2条腿    | 感性的、枯寂的                                                   | 热, 湿,干燥的卵除外                                      |
| 爬行动物               | 变色龙、鳄鱼            | 具备血液     | 4条腿    | 感性的、枯寂的                                                   | 冷, 湿，鳞片、卵除外                                     |
| 蛇类                   | 水蛇、奥斯曼毒蛇        | 具备血液     | 没有腿   | 感性的、枯寂的                                                   | 冷, 湿，鳞片、卵除外                                     |
| 鱼类                   | 鲈类海鱼、鹦嘴鱼        | 具备血液     | 没有腿   | 感性的、枯寂的                                                   | 冷, 湿,也包含卵                                          |
| 板鳃类                 | 鲨鱼、鳐鱼              | 具备血液     | 没有腿   | 感性的、枯寂的                                                   | 冷, 湿                                                   |
| 甲壳类动物             | 虾、螃蟹                | 没有血液     | 很多腿   | 感性的、枯寂的                                                   | 冷, 湿甲壳除外                                           |
| 头足类动物             | 枪乌贼、章鱼            | 没有血液     | 触手     | 感性的、枯寂的                                                   | 冷, 湿                                                   |
| 具备硬壳的动物         | 鸟蛤、蜗牛              | 没有血液     | 没有腿   | 感性的、枯寂的                                                   | 冷, 干 (矿物质外壳)                                      |
| 细小的昆虫             | 蚂蚁、蝉                | 没有血液     | 六条腿   | 感性的、枯寂的                                                   | 冷, 干                                                   |
| 自无机界演化而来的生物 | 海绵、蠕虫              | 没有血液     | 没有腿   | 感性的、枯寂的                                                   | 冷, 湿或者干,来自大地                                    |
| 植物                   | 无花果                  | 没有血液     | 没有腿   | 枯寂的                                                           | 冷, 干                                                   |
| 矿物                   | 铁                      | 没有血液     | 没有腿   | 没有灵魂                                                         | 冷, 干                                                   |

### 宏大的规模
亚里士多德在《动物志》里指出，所有的生物，它们内部的组织器官等的排布方式都是完美的，因而得以实现各种各样的功能。它们从无机矿物中衍生而来，走过了植物和动物的历程，并最终孕育出人类这一自然之子的存在，形成了宏大的自然规模（scala naturae）和伟大的存在链（great chain of being）。他开创的生物系统具备十一个等级，根据生物族群的潜力进行排名，通过其出生时的状态来描述其存在形式。最高级的生物出生时身体能够产热并且具备一个湿润的身体（这在今天被描述为恒温动物），而最低级的生物出生时身体是冷的并从厚实的卵中破壳而出（这类似于体温会随环境温度变化而变化的变温动物）。这套系统基于古希腊的四元素学说，亚里士多德赋予了每一种元素特定的性质：火（热而干）；风（热而湿）；水（冷而湿）；土（冷而干）。它们也在能量蕴量上从高到低排列：从温润的子宫里出生的生物到干冷的卵里出生的生物。然而，亚里士多德对此很谨慎，他从未宣称某个生物族群完全符合其生物等级中的所有特点，他知道很多生物具备相似的特点，因而他们应当属于同一个生态位。

## 影响

### 对西奥弗拉斯托斯的影响
亚里士多德在吕刻昂（他在雅典创办的学校）的学生西奥弗拉斯托斯是他学术的继承者，他写下了植物学的第一部典籍《植物史》。《植物史》脱壳于亚里士多德的研究模式，但区别于亚里士多德那样注重植物的构造和形式，西奥弗拉斯托斯更加关注的是植物的功能。亚里士多德在学术上喜欢大量地开创就连他自己也不怎么熟悉的新领域，而西奥弗拉斯托斯则是喜欢根据积累的经验脚踏实地的缓步慢走。亚里士多德认为植物在存在链中的等级是一成不变的，而西奥弗拉斯托斯认为植物是能够发生转换的，就像一片麦田里小麦能够转换为毒麦（两者外形类似，毒麦实为杂草）一样。

### 对古希腊医学的影响
在西奥弗拉斯托斯之后的一段时间里，亚里士多德的理论依旧在雅典影响深远，为人们所深信。直到托勒密统治下的亚历山大时代，生物学才又有了突破和进展。亚历山大时代的第一位医学导师，迦克顿的希罗菲洛斯，修正了亚里士多德的理论：他在大脑的运行中加入了“智力要素”、用神经系统来联系动物对外界的感知和大脑做出的反应。希罗菲罗斯还将血管分成了动脉和静脉，并指出前者存在规律性的脉动而后者没有。

### 对伊斯兰世界动物学的影响
在中世纪，许多古希腊语古典著作，包括亚里士多德的一干著作，被翻译为古叙利亚语，接着被翻译为阿拉伯语，最后被译为拉丁语。因而亚里士多德在之后的两千年里一直是影响力最为重大的生物学家。9世纪时的阿拉伯著作《动物之书》（ Kitāb al-Hayawān ，كتاب الحيوان, Book of Animals），便是亚里士多德的著作翻译而来，第1到第10章为《动物志》、第11到第14章为《动物的组成》、第15到第19章为《动物的繁衍》。金迪（阿拉伯物理学家 卒于850年）曾提到这本书，阿维森纳（伊本·西纳 阿拉伯物理学家、星相学家）在他的《治疗之书》（ Kitāb al-Šifā ，کتاب الشفاء, The Book of Healing)中对此书作出了评论。阿维佩斯（伊本·巴甲 阿拉伯学者）和阿伍累罗斯（伊本·拉希德 阿拉伯学者）曾对《动物的组成》和《动物的繁衍》作出评论，阿伍累罗斯批评了阿维佩斯对其的理解。

### 对中世纪科学的影响
1085年，基督徒莫尔斯六世（Alfonso VI of Castile）从摩尔人（Moors）手里夺回了托莱多王国（Kingdom of Toledo），与此同时亚里士多德作品的阿拉伯译本与阿维森纳（Avicenna）和阿伍罗斯（Averroes）的评论在中世纪欧洲的学术界广泛传播。1225年，迈克尔·斯科特（Michael Scot）将亚里士多德的大量著作以及阿伍罗斯的评论翻译为拉丁文。阿尔贝图斯·马格努斯（Albertus Magnus）对亚里士多德的有过广泛的评论，但在其中加入了他自己的动物学发现和坎迪普雷的托马斯（Thomas of Cantimpré.）所编纂的动物百科全书中的知识。13世纪后期，托马斯·阿奎纳斯（Thomas Aquinas）将亚里士多德的理论与基督教教义联系起来：阿拉伯世界将亚里士多德的理论视作严谨的科学，认为实验是检验真理的唯一标准，并在自己的知识体系中加入大量他的研究成果；而阿奎纳斯则单纯将亚里士多德的研究视作一种理论性的工具，并赋予其神学色彩，将其与中世纪经院哲学联系起来。经院自然哲学的课程里省去了他的大部分的内容，但包含了《论灵魂》。

### 对文艺复兴时期科学的影响
欧洲文艺复兴时期的动物学家们主要在两个方面利用亚里士多德的理论。尤其是在意大利，学者例如彼得罗·庞波纳齐（Pietro Pomponazzi）和阿戈斯蒂诺·尼福（Agostino Nifo）经常对亚里士多德及其著作发表演讲和评论。而在其他地方，亚里士多德的研究被视作宝贵的资源，欧洲学者们利用他的研究和自己及同事们长期以往的观察，创作出新的百科全书，如康拉德·格斯纳（Konrad Gessner）1551年的《动物史》（Historia Animalium）。这些新的专科著作书名和相关理念都是亚里士多德式的，但是其中的一系列工作则都是崭新的。爱德华·沃顿（Edward Wotton）在1552年创作了《不同的动物》（De differentiis animalium），在其中列举了亚里士多德对动物的诸多观察，并辩驳其中的民间传说内容，助力了现代生物学的建立。

### 现代早期科学对其的批判
近现代科学曾对亚里士多德进行全盘否定，他的研究被认为是过时的、呆板的以及完全错误的，的理论与中世纪哲学的联系对他没有丝毫帮助。1632年，伽利略在其著作《两个主要世界体系的对话》（Dialogo sopra i due massimi sistemi del mondo ，Dialogue Concerning the Two Chief World Systems) 用“稻草人傻子”（strawman Simplicio）来指代亚里士多德。同年，威廉·哈维（William Harvey）证实了血液循环，亚里士多德的部分理论被证伪。
直到20世纪，亚里士多德都是伪科学的代表。勒罗伊指出，1985年，彼得·梅达瓦尔（Peter Medawar）用“纯粹的十七世纪”的强调说：“亚里士多德利用他的主观臆断，创造出奇怪的，通常会令人感到十分反感的道听途说。不完美的观察、一厢情愿地认为和轻信，相当于完全的愚昧。”

### 19世纪中期重回人们视野
19世纪的动物学家们比如乔治·居维叶（Georges Cuvier）、约翰尼斯·彼得·缪勒（Johannes Peter Müller）和路易斯·阿加西（Louis Agassiz）充分肯定了亚里士多德研究的价值并对他的部分发现重新进行审视。达西·汤普森（D'Arcy Thompson）在1910年翻译了《动物史》（History of Animals），以一位受过深刻教育的明智的动物学家的身份来尝试辨别亚里士多德在其著作中所命名的生物，并对他的解剖学发现进行现代科学意义上的解释。查尔斯·达尔文（Charles Darwin）在《物种起源》（The Origin of Species）中引用了亚里士多德的《物理学II 8》（Physics II 8）中的一段话，该段落解释了在自然选择过程中，身体组件随机组合对自然选择产生的影响。达尔文评论说：“我们在这里看到了自然选择被迷雾所笼罩的本质。”（We here see the principle of natural selection shadowed forth）。然而，有两个事实与他的观点并不契合。首先，亚里士多德认为生物自创造之初，它的身体构造便是完美的，直接否认了生物在漫长的进化过程中，不适应环境的器官组合被自然淘汰的可能性。其次，据勒罗伊（Leroi）所说，亚里士多德在任何情况下都坚持获得性遗传和神造论，否认自然选择。达尔文认为亚里士多德是生物学发展早期最重要的先驱。在1882年的一封信中，他写道：“尽管研究的方向并不相同，但林奈和居维叶曾经是我心中的圣贤，但现在看来，在亚里士多德面前，他们只不过是牙牙学语的小学生罢了。”

### 20和21世纪再次受人重视
早期科学界的动物学家们在很长一段时间内嘲笑亚里士多德理论的谬误之处和他那不甚靠谱的二手资料。然而，现代科学则证实了，亚里士多德许多看似惊人的发现和说法是正确的，例如，大象在潜水的时候会把鼻子伸至水面来吸气，章鱼遇到的时候会改变体色来伪装。
亚里士多德被现代科学家们认为是“生物学之父”：海洋生物保护协会指出，他确立了甲壳类动物、棘皮动物、软体动物和鱼类的定义及分类依据，证明鲸目动物是哺乳动物，并证实了海洋脊柱动物即存在卵生的，也存在胎生的。但他依旧给现代科学留下了大量的疑问。进化生物学家阿曼德·勒罗伊（Armand Leroi）曾对亚里士多德生物学十分感兴趣。进化发育学家路易斯·埃·赫尔德（Lewis I. Held）评论说：“同源性（所有生物具备共同祖先）的概念始于亚里士多德。而对同源性最着迷，思考程度最深的人也是他，他被自然世界所深深吸引，并对其中万千烦烦感到疑惑。”

## 研究成果
亚里士多德没有攥写过任何现代意义上的生物学教材，相反的，他只是写了大量的“书”，他的研究在他的著作中并不集中，但所有的书加在一起，便形成了一门高度关联的、严谨的科学理论，亚里士多德本人的科学态度也在其工作中有所体现。他的著作彼此关联，相互参照。比如说，他的解剖图纸在流传中丢失了，而在《动物志》里，他告诉他的读者应该如何来解读和分析这些图表。
亚里士多德生物学的主要内容是以下五本书，这些书有时会与《论动物》（On Animals (De Animalibus)）划为一类，同时，名称也按照传统习惯进行缩写：
- 《动物志》（History of Animals, or Inquiries into Animals）(Historia Animalium) (HA)
- 《动物的繁衍》（Generation of Animals）(De Generatione Animalium) (GA)
- 《动物的行为模式》（Movement of Animals）(De Motu Animalium) (DM)
- 《动物的组成》（Parts of Animals）(De Partibus Animalium) (PA)
- 《动物的进化》（Progression of Animals or On the Gait of Animals ）(De Incessu Animalium) (IA)

以及《灵魂论》（On the Soul）(De Anima) (DA)
此外，亚里士多德还创作了自然哲学方面的七篇短论文，主要与生物学有关，它们是：
- 《理智与感性》（Sense and Sensibilia）(Sense)
- 《记忆论》（On Memory）
- 《睡眠论》（On Sleep）
- 《梦境论》（On Dreams）
- 《亚公解梦》（On Divination in Sleep）
- 《寿命论》（On Length and Shortness of Life）
- 《论盛衰、生死和呼吸》（On Youth, Old Age, Life and Death, and Respiration）